# ミハエル・リュフトネル
ミハエル・リュフトネル（チェコ語: Michael Lüftner、1994年3月14日 - ）は、チェコのサッカー選手。チェコ代表。ポジションはDF。

## クラブ歴
FKテプリツェの下部組織から2012年にトップチームに昇格。同年10月に選手初出場を、翌11月に初得点を記録した。201-14シーズンには不動のレギュラーとしての立場を確保した。
2016年12月にSKスラヴィア・プラハに2020年までの契約で完全移籍。移籍金は明らかにされていないが、50万ユーロは超えていると報じられた。2017年2月19日に移籍後初出場を記録した。
2017年5月11日、完全移籍してから僅か半年でFCコペンハーゲンへ150万ユーロでの移籍が発表された。実際の移籍はその4日後となった。
2019年6月20日にオモニア・ニコシアに期限付き移籍で加入した。8月24日に移籍後初出場を記録した。
2021年6月3日、MOLフェヘールヴァールFCに移籍した。

## 代表歴
アンダー代表としてはUEFA U-17欧州選手権2011に出場した。
2017年8月に行われた2018 FIFAワールドカップ・ヨーロッパ予選グループCのドイツ代表、北アイルランド代表戦のメンバーに招集され、チェコ代表初招集。しかしこの2試合では出場機会が無かった。翌月の同予選アゼルバイジャン代表、サンマリノ代表戦の際にも招集され、10月8日に行われた後者の試合で代表初出場を記録した。